# Croatian International 2018
Die Croatian International 2018 fanden vom 29. März bis zum 1. April 2018 in Zagreb statt. Es war die 20. Austragung der internationalen Meisterschaften von Kroatien im Badminton.

## Sieger und Platzierte
| Disziplin    | Gold                                | Silber                         | Bronze                                      |
| ------------ | ----------------------------------- | ------------------------------ | ------------------------------------------- |
| Herreneinzel | Daniel Nikolov                      | Georgii Karpov                 | Miha Ivanič                                 |
| Herreneinzel | Daniel Nikolov                      | Georgii Karpov                 | Ondřej Král                                 |
| Dameneinzel  | Mariya Mitsova                      | Iben Bergstein                 | Elizaveta Pyatina                           |
| Dameneinzel  | Mariya Mitsova                      | Iben Bergstein                 | Kateřina Tomalová                           |
| Herrendoppel | Peter Lang Thomas Legleitner        | Philip Birker Dominik Stipsits | Igor Čimbur Zvonimir Hölbling               |
| Herrendoppel | Peter Lang Thomas Legleitner        | Philip Birker Dominik Stipsits | Jaromír Janáček Tomáš Švejda                |
| Damendoppel  | Ksenia Evgenova Anastasiia Semenova | Marion Le Turdu Melanie Potin  | Anastasia Osiyanenko Anastasiia Shapovalova |
| Damendoppel  | Ksenia Evgenova Anastasiia Semenova | Marion Le Turdu Melanie Potin  | Lisa Kramer Amalie Vestmar                  |
| Mixed        | Paweł Pietryja Aneta Wojtkowska     | Jaromír Janáček Sabina Milová  | Daniel Johannesson Sigríður Árnadóttir      |
| Mixed        | Paweł Pietryja Aneta Wojtkowska     | Jaromír Janáček Sabina Milová  | Dimitar Yanakiev Mariya Mitsova             |